# 板沢館
板沢館（いたさわたて）は、岩手県遠野市上郷町板沢にあった日本の城（城館）。別称大洞館。

## 概要
早瀬川右岸の丘陵にある山城で、阿曾沼氏家臣の板沢平蔵の館跡と伝えられる。
天正20年（1592年）の『諸城破却書上』には、「閉伊郡之内 板沢 山城 破 浅沼藤次郎 持分」とあり、破却された。